# Кагул (фрегат)
«Кагул» — вітрильний 44-гарматний фрегат Чорноморського флоту Російської імперії. Учасник Сінопської битви 18 листопада 1853 року. Названий на згадку про перемогу російських військ над турецькою армією на річці Кагул 21 липня 1770 року.

## Історія
Закладений у Миколаєві 31 жовтня 1840 року, головний будівник — капітан корпусу корабельних інженерів О. С. Акімов. Після спуску на воду 17 вересня 1843 року перейшов до Севастополя і увійшов до складу Чорноморського флоту Російської імперії.
У 1846, 1848, 1850, 1851 і 1852 роках у складі загонів виходив у крейсерства до берегів Кавказу. При цьому в кампаніях 1845 і 1850 років на фрегаті тримав свій прапор командир 1-ї бригади 4-ї флотської дивізії П. С. Нахімов. У 1849 році у складі ескадри виходив у практичне плавання в Чорне море, а в липні і серпні 1853 року — у крейсерське плавання в протоку Босфор. Протягом 17—25 вересня 1853 року в складі ескадри під командуванням віцеадмірала П. С. Нахімова брав участь у перевезенні 13-ї піхотної дивізії з Севастополя до Анакрії для посилення Кавказької армії.

### Під час Кримської війни
Брав участь у Кримській війні. 11 жовтня 1853 року вийшов у крейсерство до анатолійського берега у складі ескадри віцеадмірала П. С. Нахімова. Після відходу ескадри до Сінопа фрегат був залишений Нахімовим крейсувати біля мису Керемпе, де 7 листопада зустрівся з ескадрою Осман-паші, яка також прямувала до Сінопа. Крейсуючи біля мису, фрегат потрапив у сильний південно-західний шторм. Крім того, опустився густий туман, через який згодом почали виднітися чотири судна. Командир фрегата, капітан-лейтенант О. П. Спіцин, прийнявши їх за судна ескадри Нахімова, продовжував рух.
Чотири з п'яти фрегатів турецької ескадри погналися за «Кагулом», однак, попри сильний вітер, Спіцин ухвалив рішення поставити всі вітрила, і фрегату вдалося втекти від турецьких суден, які переслідували його майже дві доби.
Після того, як фрегат відірвався від погоні, він пішов на північ, де повідомив відомості про турецьку ескадру Ф. М. Новосильському, який зі своєю ескадрою крейсував біля Севастополя. Після цього фрегат повернувся назад на свій пост. 16 листопада разом з ескадрою контрадмірала Ф. М. Новосильського «Кагул» прийшов до Сінопа на посилення ескадри П. С. Нахімова.
Під час Сінопської битви спільно з фрегатом «Кулевчі» дрейфував в тилу в ескадри для припинення спроб відходу турецьких суден з бухти. Вів обстріл турецького пароплава «Таїф», що виходив із бухти, але через сталий зустрічний вітер не зміг переслідувати його, і пароплав зумів піти. 22 листопада обидва фрегати повернулися до Севастополя, супроводжуючи пошкоджений під час бою лінійний корабель «Імператриця Марія».
У лютому 1854 року фрегат увійшов до складу ескадри оборони Севастопольського рейду. 31 березня разом із фрегатом «Кулевчи» під час крейсерського плавання біля Севастополя, виявив і переслідував англійський пароплав, що підійшов до входу на рейд. Однак після короткої перестрілки з фрегатами пароплаву вдалося піти в море. У вересні 1854 року екіпаж «Кагула» увійшов до складу 37-го батальйону, а в грудні того ж року сам фрегат був переобладнаний під тимчасовий шпиталь.
13 лютого 1855 року «Кагул» був затоплений на Севастопольському рейді між Михайлівською і Миколаївською батареями. Після війни під час розчищення Севастопольської бухти корпус фрегата було підірвано.

## Командири
- К. А. Леонтьєв (1848—1849);
- И. Х. Бернар-де-Граве (1850—1852);
- О. П. Спіцин (1853 — 24 березня 1854);
- М. С. Стройніков (24 березня 1854 — 1855).